# 道灌山学園保育福祉専門学校
道灌山学園保育福祉専門学校(どうかんやまがくえんほいくふくしせんもんがっこう)とは、東京都荒川区にある専修学校。 
お茶の水女子大学より指導を受けている。

## 運営主体
- 学校法人道灌山学園

## 学校長
- 髙橋系治

## 沿革
- 1952年 道灌山幼稚園創設。
- 1964年 系列の高松幼稚園を創設。
- 1966年 道灌山学園教員養成所を設置。
- 1970年 道灌山学園保育専門学校と改称。保母養成機関に認定される。
- 1976年 専修学校に移行。
- 1999年 現校名に変更。介護福祉士養成期間としても認定される。

## 学科
- 幼稚園教員・保育士養成科
  - Ⅰ部
  - Ⅱ部
- 幼稚園教員養成科
- Ⅱ部　夜間部のみ。卒業に必要な時間数が1,720時間と一定基準を満たしているので、専門士の称号が与えられる。つまり、大学への編入学ができるようになっている。

## 専攻科
- 介護福祉士専攻科
- 保育士専攻コース

## 取得資格
資格
- 保育士
  - 幼稚園教員・保育士養成科
  - Ⅰ部
  - Ⅱ部
  - 保育士専攻コース（Ⅱ部のみ）
- 幼稚園教諭二種免許状
  - 幼稚園教員・保育士養成科
    - Ⅰ部
    - Ⅱ部

  - 幼稚園教員養成科（Ⅱ部のみ）
- 介護福祉士
  - 介護福祉士専攻科
  - 　Ⅰ部

## 所在地
- 東京都荒川区西日暮里4-7-15

## 交通アクセス
- JR線西日暮里駅より徒歩約5分（経路案内）